# Шомурадова, Нилуфар Уткировна
Нилуфар Уткировна Шомурадова (узб. Nilufar Utkirovna Shomurodova; 7 июля 1999 года, Навои, Навойиская область, Узбекистан) — узбекская спортсменка по художественной гимнастике, мастер спорта Узбекистана международного класса, капитан сборной Узбекистана. В 2021 году стала чемпионкой Азии по художественной гимнастике в групповых упражнениях в многоборье, с мячами, с обручами и булавами. Участница Летних Олимпийских игр 2020.

## Карьера
С 2003 года начала заниматься гимнастикой в городе Навои под руководством тренера Ирины Бутко, а с десяти лет у Людмилы Поливановой в Ташкенте. В 2016 году попала в состав сборной Узбекистана.
В 2019 году на Чемпионате Азии по художественной гимнастике в Паттайи (Таиланд) Динара в составе команды Узбекистана завоевала две золотые медали в упражнении с пятью мячами и обручами с булавами, а в многоборье серебряную медаль.
В 2021 году на Чемпионате Азии по художественной гимнастике в Ташкенте в групповых упражнениях завоевала в составе сборной три золотые медали в многоборье (результат 83,950), с мячами (результат 44,100), с обручем и булавой (результат 41,700). Победа на Чемпионате Азии по художественной гимнастике сборной Узбекистана под руководством российского тренера Екатерины Пирожковой дала возможность участвовать сборной Узбекистана на Летних Олимпийских играх в Токио (Япония). В этом же году на этапе Кубка мира по художественной гимнастике в Ташкенте в групповых упражнения завоевала в составе сборной в многоборье и с мячами золотые медали, а с обручами и булавами серебряную медаль.